# Штаудернхајм
Штаудернхајм (њем. Staudernheim) општина је у њемачкој савезној држави Рајна-Палатинат. Једно је од 119 општинских средишта округа Бад Кројцнах. Према процјени из 2010. у општини је живјело 1.486 становника. Посједује регионалну шифру (AGS) 7133102.

## Географски и демографски подаци
Штаудернхајм се налази у савезној држави Рајна-Палатинат у округу Бад Кројцнах. Општина се налази на надморској висини од 140 метара. Површина општине износи 11,5 km². У самом мјесту је, према процјени из 2010. године, живјело 1.486 становника. Просјечна густина становништва износи 129 становника/km².